# 幻想水滸傳III
《幻想水滸傳III》是科樂美公司在2002年7月11日發佈開發的RPG類型的遊戲。幻想水滸傳系列第三部正傳作品。宣傳口語是「如果你相信未來的道路，前進吧。這就是人性。」2004年6月5日KONAMI the Best，2005年9月2日在科樂美殿堂selection發售。特別一提的是，本作也是系列首次運用的3D computer graphics技術。

## 故事概要
五十年前，在都市同盟西北部的格拉斯蘭德大平原上，發生了盜賊團「炎之運手」與哈莫尼亞神聖國的戰爭。「炎之運手」的首領持有真火之紋章，率領平原上的各族人民，成功擊敗神聖國的正規軍。逼其簽下長達半世紀的不可侵犯協議，因而被人們稱呼為「炎之英雄」。
太陽曆四百七十五年，也就是迪南統一戰爭15年後。格拉斯蘭德新興的商業國家捷克仙聯邦和周邊各少數民族，基於生活習慣不同，矛盾不斷激化，雙方近進入全面戰爭中。但局勢有了突然變化，哈莫尼亞再一次侵略當地，令那場未完的戰爭重新延續。為了守護家園，文明人與蠻族拋棄成見，聯手抵抗敵人侵略。命運交織的人們為了各位目的而尋求炎之英雄，漸漸走到了一起。然而，事情並非那麼簡單。這場戰爭的幕後隱藏了一批神秘人物，也逐漸展露出了他們的真面目和企圖。

## 與前作的關係
本作仍然可以繼承幻想水滸傳II 的存檔